# Lagisca impatiens
Lagisca impatiens är en ringmaskart som beskrevs av Webster 1879. Lagisca impatiens ingår i släktet Lagisca och familjen Polynoidae. Inga underarter finns listade i Catalogue of Life.